# Mozzik
Mozzik, pseudonimo di Gramoz Aliu (Uroševac, 29 settembre 1995), è un rapper kosovaro di etnia albanese.

## Biografia
Nasce a Uroševac, nell'odierna Ferizaj, da una famiglia albanese, in Kosovo, quando ancora lo stato era parte della Repubblica Socialista Federale di Jugoslavia.
Ha iniziato una relazione con la rapper svizzera Loredana, con la quale si è sposato ed ha avuto una figlia di nome Hana. Nel 2021 si sono lasciati definitivamente. 
Nel 2020 pubblica vari singoli, fra i quali Auf Wiedhersen, cantato esclusivamente in tedesco per la prima volta nella sua carriera. Nello stesso anno ha messo in commercio l'album di debutto Mozzart.

## Discografia

### Album in studio
- 2020 – Mozzart
- 2021 – No Rich Parents (con Loredana)
- 2022 – Lamboziki
- 2024 – Mergimstar

### Raccolte
- 2017 – Best Of

### Singoli
- 2012 – OKsigjen
- 2013 – Infuzion
- 2013 – Herkules
- 2014 – Kuku
- 2018 – Ti amo
- 2018 – Bonnie & Clyde (con Loredana)
- 2019 – Romeo & Juliet (con Loredana)
- 2019 – Pinocchio
- 2020 – Lass mal
- 2020 – Madonna
- 2020 – Paranoia
- 2020 – Baby
- 2020 – El Chapo/Mushnu men
- 2021 – Rosenkrieg (con Loredana)
- 2021 – Oh digga (con Loredana)
- 2021 – Nese don (con Loredana)
- 2021 – Mit mir (con Loredana)
- 2021 – Per ty (con Dardan e Nimo)
- 2021 – Bonjour Madame (con Noizy)
- 2021 – Shko
- 2022 – Ska (con Elvana Gjata)
- 2022 – Toto Rina (con Getinjo)
- 2022 – Pare (con Butrint Imeri e Tayna)
- 2022 – Bespreme
- 2022 – Te dua
- 2022 – Marilyn Monroe
- 2022 – I Don't
- 2022 – Daddy
- 2023 – Fatkeqesi
- 2023 – Shtrejt (con Ghetto Geasy)
- 2023 – Forever (con Kida)
- 2023 – Together (con Kida)
- 2023 – Escozziki
- 2023 – Drama (con Dafina Zeqiri)
- 2023 – Pahiri (con Dafina Zeqiri)
- 2023 – Zani
- 2024 – Heimweh (con Kolja Goldstein)